# كرة الشبكة على الكراسي المتحركة
كرة الشبكة على الكراسي المتحركة هي شكل معدّل من كرة الشبكة، مخصص للّعب باستخدام الكراسي المتحركة. وتُعد رياضة شاملة يمكن أن يمارسها كل من الأشخاص ذوي الإعاقة والأشخاص غير المعاقين.

## التاريخ
قُدِّمت نسخة هجينة من كرة السلة وكرة الشبكة لأول مرة خلال المهرجان الكبير للرياضة الشللية عام  1949، وشارك في هذا الحدث ستة فرق ضمت 37 رياضيًا . استمرت هذه النسخة من كرة الشبكة في الظهور سنويًا ضمن فعاليات المهرجان حتى عام 1954، ثم تم استبدالها بكرة السلة على الكراسي المتحركة في عام 1956.
تشبه الإصدارات الحديثة من كرة الشبكة على الكراسي المتحركة اللعبة التقليدية إلى حد كبير، إلا أنها تتضمن تعديلات في القواعد المتعلقة بالاحتكاك الجسدي، والعرقلة، والتنقل بالكراسي.

## الروابط الخارجية
- استراتيجية البارانتبول في اتحاد كرة الشبكة الإنجليزي 2018-2021